# Jiyanpur
Jiyanpur (o Jianpur, Jainpur) è una suddivisione dell'India, classificata come nagar panchayat, di 10.298 abitanti, situata nel distretto di Azamgarh, nello stato federato dell'Uttar Pradesh. In base al numero di abitanti la città rientra nella classe IV (da 10.000 a 19.999 persone).

## Geografia fisica
La città è situata a 26° 9' 12 N e 83° 20' 5 E e ha un'altitudine di 69 m s.l.m..

## Società

### Evoluzione demografica
Al censimento del 2001 la popolazione di Jiyanpur assommava a 10.298 persone, delle quali 4.989 maschi e 5.309 femmine. I bambini di età inferiore o uguale ai sei anni assommavano a 1.944, dei quali 1.001 maschi e 943 femmine. Infine, coloro che erano in grado di saper almeno leggere e scrivere erano 5.724, dei quali 3.021 maschi e 2.703 femmine.